# Amor Prohibido (pesem)
»Amor Prohibido« (sl. »Prepovedana ljubezen«) je pesem mehiško-ameriške pop pevke Selene. Pesem »Amor Prohibido« je glavni singl iz njenega istoimenskega glasbenega albuma (1994). Pesem so producirali Jorge Alberto Pino, Bebu Silvetti, A.B. Quintanilla III, Jose Behar, Pete Astudillo in Abraham Quintanilla, ml., stranske učinke pa sta uredila Joe Ojeda in Chris Pérez. V Združenih državah Amerike je izšel na teksaških radijih z glasbo rhythmic contemporary zvrsti. Pesem opisuje razmerje, zgodbo moškega in ženske, katerih ljubezen in razlike so na preizkušnji, soočata pa se tudi z dejstvom, da njuna starša ne podpirata njune ljubezni.
Pesem »Amor Prohibido«, ki velja za pevkino najslavnejšo pesem, je tri leta zapored prejemala nagrado Premio Lo Nuestro Awards v kategoriji za »pop balado leta« in »regionalno mehiško pesem leta«. Zaradi te pesmi je Selena prejela vse nagrade na podelitvi Tejano Music Awards, za katere je bil nominiran njen album Amor Prohibido. Uspeh albuma na radijih je Seleni pomagal priti do nominacije za nagrado Grammy v kategoriji za »najboljši mehiško-ameriški nastop«. Med podelitvijo nagrad Tejano Music Awards leta 1996 je Selena prejela nagrado v kategoriji za »singl leta« za pesem. Pesem »Amor Prohibido« je med drugim prejela tudi nagradi Latin Pop Award leta 1995 ter Billboard Latin Music Awards leta 1996, in sicer s strani organizacije Broadcast Music Incorporated Awards.

## Ozadje in sestava
Pesem »Amor Prohibido«, ena izmed prvih pesmi iz Seleninega istoimenskega petega glasbenega albuma, je v letih 1994 in 1995 veljala za najuspešnejši singl leta. Napisali in producirali so jo Jorge Alberto Pino, Bebu Silvetti, A.B. Quintanilla III, Jose Behar, Pete Astudillo in Abraham Quintanilla, ml. Stranske učinke singla sta uredila Joe Ojeda in Chris Pérez. Pesem naj bi originalno govorila o Seleninih starih starših. Pesem je na radijih v južnem Teksasu izšla nekaj tednov, preden je uradno izšel tudi album sam. Selenin brat, A.B. Quintanilla III, je pesem med turnejo Selena Live! Tour leta 1993 napisal z nekaj Selenine pomoči. A.B. Quintanilla je pesem dokončal malo po tem, ko je Selena prejela prvo nagrado Grammy v kategoriji za »najboljši ameriško-mehiški album« za svoj četrti glasbeni album/prvi album v živo, imenovan preprosto Selena Live!. Pri ustvarjanju pesmi sta pripomogla Selenina stara starša, ki so se v svojem času soočali s težavami, navedenimi v pesmi. Selena je v mnogih televizijskih oddajah povedala, da sta pesem in njen pomen močno prisotna v njeni družini. Pesem je postala glavni in prvi singl iz albuma Amor Prohibido ter danes zaradi svoje popularnosti velja za Selenino najslavnejšo pesem.
Selena je to pesem promovirala med svojo turnejo Amor Prohibido Tour, ki se je uradno pričela 28. januarja 1994. Selena je pesem »Amor Prohibido« prvič zapela na koncertu v Denverju, Kolorado kot svojo prvo glasbeno točko. Njen zadnji nastop s pesmijo »Amor Prohibido« je bil nastop 2. decembra leta 1994 na podelitvi nagrad Tejano Music Awards v San Antoniu, Teksas.
Pesem »Amor Prohibido« je latino balada z elementi pop glasbe. Besedilo je ljubezenska zgodba med dvema človekoma, katerih ljubezen in razlike so na preizkušnji.

## Kritični sprejem
Pesem »Amor Prohibido« je s strani glasbenih kritikov prejela predvsem pozitivne kritike, Seleno pa so pohvalili, ker je začela odstopati od zanjo značilne tejanske glasbe, saj je pesem »Amor Prohibido« vsebovala predvsem latino-ameriški ritem in zvok. A.B. Quintanilla III je napisal večino Seleninih največjih uspešnic, običajno pa je pisal pesmi tejanske zvrsti, zaradi česar je Selena dobila naziv »Kraljice tejanske glasbe«, saj je bila prva glasbenica v tej zvrsti, ki je postala tako uspešna. Selenini različni tipi zvrsti v pesmi »Amor Prohibido« so glasbenim kritikom omogočili sprejem latino kulture zaradi Seleninega okusa in njenih »različnega«, modernega stila tejanske glasbe. Ramiro Burr s spletne strani Amazon.com je napisal: »Uspešnice so bile tako očitne - zgovorna pesem 'Amor Prohibido', na primer, je zgodba o skrivnostni ljubezni.« Pesem »Amor Prohibido« je bila tudi prva pesem iz Seleninega albuma Amor Prohibido, ki jo je Ramiro Burr označil za »uspešnico«". Pesem »Amor Prohibido« je bila imenovana tudi za prvo izmed treh »AMG Track Picks« iz Seleninega petega istoimenskega glasbenega albuma. Spletna stran
About.com je dodala, da je Selenin singl »Dreaming of You« na vrhu najboljših dvanajstih pesmi v španščini, ki so se predvajale na radijih s pesmimi v angleškem jeziku, spletna stran About.com pa je med njihovo oceno napisala tudi, da »istoimenski album vključuje tudi singla 'Amor Prohibido' in 'Como La Flor,' oba pa sta zelo popularna v Latinski Ameriki«.
S pesmijo »Amor Prohibido« in trinajstimi drugimi pesmimi, ki so se uvrstile med prvih deset pesmi na lestvici Top Latin Songs, si je Selena prislužila naziva »najbolje prodajane latino ustvarjalke iz devetdesetih« ter »najbolje prodajane latino ustvarjalke desetletja« s strani revije Billboard. Čez cel mesec marca 2010 je bil videospot za pesem »Amor Prohibido« skupaj s še nekaj Seleninimi videospoti izbrana za izvajanje ob petnajsti obletnici od njene smrti, ki jih je izdalo podjetje Music Choice On Demand.

## Dosežki na lestvicah
Pesem »Amor Prohibido« je ob koncu tedna 13. aprila 1994 pristala na trinajstem mestu glasbene lestvice U.S. Billboard Hot Latin Tracks, in sicer malo za tem, ko je izšel istoimenski album leta 1994. Pesem je sedem tednov po izidu, 11. junija 1994, zasedla sedmo mesto na lestvici. Singl je devet tednov preživel na prvem mestu, vsega skupaj pa je na lestvici Hot Latin Tracks ostajal dvajset tednov. Pesem »Amor Prohibido« je zasedla peto mesto na lestvici U.S. Billboard Latin Regional Mexican Airplay, singl pa je tri tedne preživel tudi na lestvici Regional Mexican Songs.

## Videospot
Videospot pesmi »Amor Prohibido« je bil posnet v Joshua Treeju, Kalifornija, ter se prvič predvajal 14. februarja 1994 na vseh večjih ameriških televizijskih kanalih s špansko govorečimi filmi in serijami na programu. Videospot je produciralo podjetje Tango Productions, režirala pa ga je Cecilia Miniucchi, ki je režirala večino Seleninih videospotov in tudi dokumentarni film Selena Remembered. Produkcija videospota se je pričela 6. februarja 1994 s Philipom Holahanom kot urednikom fotografije in Claytonom Halseyjem kot urejevalcem. Težave glede licence je prekinilo snemanje videospota in Selena ter Abraham Quintanilla III sta se morala vrniti nazaj v svoje domače mesto, Corpus Christi, Teksas, s produkcijo pa so nadaljevali kasneje. Zaradi eksperimentiranja zunaj tejanske zvrsti glasbe so videospot posneli in uredili v zelo nadrealističnem stilu, Selena pa je v njem nosila zelo različna oblačila (vključno s srajicami njenega moža, Chrisa Pereza) različnih barv, ki so se čez videospot redno spreminjala.
Videospot se začne s Seleno, ki priteče do vrat in jih odpre (vrata simbolizirajo novo razmerje) ter začne veselo plesati. Med hojo poleg neprekinjene stene poje o tem, kako si želi slišati besede, ki prihajajo iz ust njene simpatije. Med petjem se Selena prikaže pred odprtimi vrati in v več scenah, ki simbolizirajo novo »razmerje«, v ozadju, na steni za njo, pa se prikazujejo slike ženske in moškega, ki sta zaljubljena. Odloči se, da zaradi nasprotovanja njunih staršev njuni ljubezni in zaradi revščine partnerjev, lahko skrbita samo za njuno ljubezen. Ko se nadaljuje igranje glasbe, Selena začne peti »Amor Prohibido« (»Prepovedana ljubezen«). Prizor se spremeni in prikaže se Selena s svojo simpatijo med smehljanjem in spogledovanjem pri odprtih vratih, nato pa pevka pogleda navzdol in se zastrmi v svoj odsev. Medtem, ko Selena prijateljuje s svojo simpatijo, se pokaže s sladico na zapuščenem oknu. Ko strmi skozi okno, svoji simpatiji pove, da je revna in da je vse, kar mu lahko da, njeno srce. Prizor se ponovo spremeni in pokaže Seleno, ki pleše in poje »Amor Prohibido«. Videospot se konča s Seleno in njeno simpatijo, ki stopita čez odprta vrata in zbežita iz svojih življenj, da bi si ustvarila novo, v katerem bosta lahko skupaj.

## Seznam verzij
Ameriški promocijski singl
1. »Amor Prohibido« (2:50)

Mehiški promocijski singl
1. »Amor Prohibido« (2:50)

## Ostali ustvarjalci
- Selena – Vokali, producentka
- Stephanie Lynn – Spremljevalni vokali
- Rick Alvarez  – Spremljevalni vokali
- Joe Ojeda – Klaviature
- Ricky Vela  – Klaviature
- Chris Pérez – Kitara
- Henry Gomez  – Kitara
- Johnny Saenz – Harmonika
- Suzette Quintanilla – Bobni
- Rene Gasca  – Trobenta
- Gilbert Garza – Pozavna
- Los Dinos – Kitara
- A.B. Quintanilla III – Tekstopisec
- Pete Astudillo – Tekstopisec
- Jorge Alberto Pino  – Producent
- Bebu Silvetti  – Producent, dodatno urejanje
- Brian »Red« Moore  – Inženir, linijski dodatki
- Lisette Lorenzo  – Umetniška režija
- Gregg Vickers  – Koncept

Vir:

## Dosežki
| Lestvica (1994)                               | Dosežek |
| --------------------------------------------- | ------- |
| U.S. Billboard Hot Latin Tracks               | 1       |
| U.S. Billboard Latin Regional Mexican Airplay | 5       |

## Nagrade in nominacije
| Leto | Nagrada                  | Kategorija          | Osvojeno? |
| ---- | ------------------------ | ------------------- | --------- |
| 1994 | Premio Lo Nuestro Awards | Pop balada leta     | Da        |
| 1994 | Tejano Music Awards      | Singl leta          | Da        |
| 1995 | Tejano Music Awards      | Singl leta          | Da        |
| 1995 | BMI Music Awards         | BMI Pop Music Award | Da        |
| 1996 | Tejano Music Awards      | Singl leta          | Da        |
| 1996 | Billboard                | Latin Music Award   | Da        |

## Ostale izvedbe
Pesem »Amor Prohibido« je izvedlo tudi veliko drugih glasbenikov, od latino-američanov do fincev. Večinoma je besedilo pesmi iz španščine prevedeno v kakšen drug jezik, pomen pa ostaja enak, z izjemo izvedbe Meiju Suvas, ki je pesem z drugačnim pomenom zapela v finščini.
- Shakira je nekatere dele pesmi zapela med intervjujem za Univisionovo prireditev Otro Rollo leta 2002.[23]
- Thalía je pesem zapela 5. aprila 2005 na koncertu Selena ¡VIVE!, studijsko verzijo pa je vključila tudi v svoj album, imenovan El Sexto Sentido.[24]
- Meiju Suvas, finska glasbenica, je posnela pesem v finskem jeziku in tako postala prva ustvarjalka, ki je posnela pesem »Amor Prohibido« v drugem jeziku. Meiju Suvas je pesmi spremenila pomen, posnela pa jo je pod naslovom »Kielletty Rakkus« (»Prepovedana ljubezen«).[25]

## Zgodovina izidov
| Država                  | Datum              | Format    |
| ----------------------- | ------------------ | --------- |
| Združene države Amerike | 28. januar 1994    | Radio     |
| Mehika                  | 13. april 1994     | CD        |
| Mehika                  | 12. marec 2002     | Digitalno |
| Združeno kraljestvo     | 22. september 2002 | Digitalno |
| Francija                | 22. september 2002 | Digitalno |
| Nemčija                 | 22. september 2002 | Digitalno |
| Japonska                | 22. september 2002 | Digitalno |